# 엘레 키츠

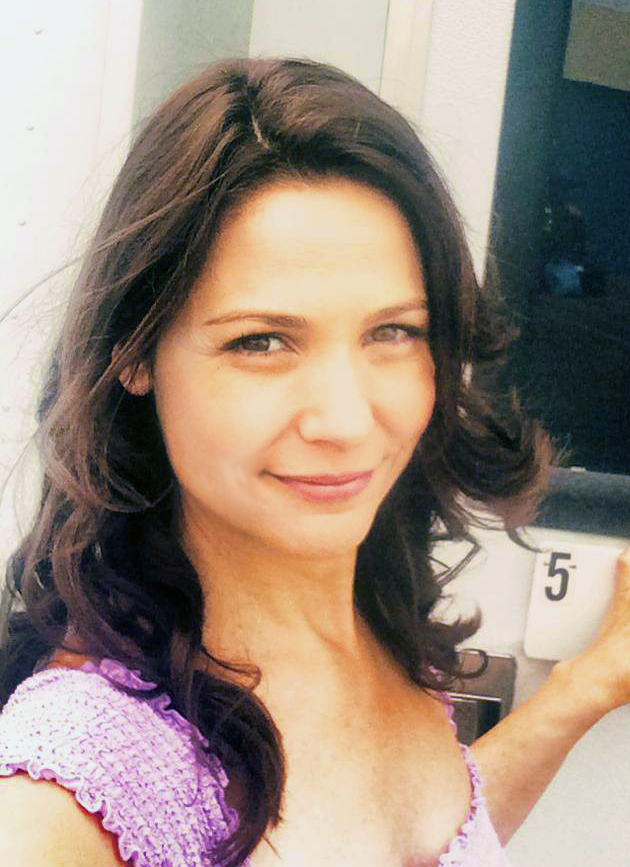

엘레 키츠(Ele Keats, 1973년 8월 24일 ~ )는 미국의 배우, 모델, 텔레비전 배우, 영화배우이다.
파리에서 태어났다.

## 영화
- 위자 : 저주의 시작 (2016년)
- 인시디어스 3 (2015년) - 릴리스 브래너 역
- 스노우플레이크 (2014년)
- 에로스 (2004년)
- 헤어셔츠 (1998년)
- 실종 (1996년)
- 사랑하는 녀석들 (1994년)
- 립스틱 카메라 (1994년)
- 얼라이브 (1993년) - 수사나 파라도 역
- 뉴스보이 (1992년)
- 프랭키와 쟈니 (1991년) - 아테미스 역